# Hapciu! (serial)
Hapciu! este un serial animat italian produs de Cartobaleno (care a produs și Familia Da Vinci), Studio Campedelli și Cosmos Maya Animation.
Premiera în Italia a fost pe 27 iunie 2018, pe canalul Rai Gulp. În România, serialul a avut premiera pe 2 decembrie 2019 pe canalul Nickelodeon.

## Premiza
Teo este un băiat care s-a născut cu o putere curiosă: de fiecare dată când strănută, se transformă într-un animal! În plus, nu-și poate controla strănutul și nici nu știe ce animal va deveni.

## Personaje

### Principale
- Teo - Este un băiat fericit care iubește benzile desenate cu Domnul Impossible. Când simte o emoție puternică, strănută și devine un animal.

## Episoade
| Premiera originală | Premiera în România | N/o | Titlu român        | Titlu englez                |  |
| ------------------ | ------------------- | --- | ------------------ | --------------------------- |  |
|                    |                     |     |                    |                             |  |
| SEZONUL 1          |                     |     |                    |                             |  |
|                    |                     |     |                    |                             |  |
|                    | 02.12.2019          | 01  | Misiune: Elicopter | Mission: Helicopter!        |  |
|                    | 02.12.2019          | 02  | Coșmarul minunat   | The Great Nightmare         |  |
|                    | 03.12.2019          | 03  | Melc pe fugă       | Snail On The Run            |  |
|                    | 04.12.2019          | 04  | -                  | My Extra-Terrestrial School |  |
|                    |                     | 05  | e                  | r                           |  |
|                    |                     | 06  | e                  | r                           |  |
|                    |                     | 07  | e                  | r                           |  |
|                    |                     | 08  | e                  | r                           |  |
|                    |                     | 09  | e                  | r                           |  |
|                    |                     | 10  | e                  | r                           |  |
|                    |                     | 11  | e                  | r                           |  |
|                    |                     | 12  | e                  | r                           |  |
|                    |                     | 13  | e                  | r                           |  |
|                    |                     | 14  | e                  | r                           |  |
|                    |                     | 15  | e                  | r                           |  |
|                    |                     | 16  | e                  | r                           |  |
|                    |                     | 17  | e                  | r                           |  |
|                    |                     | 18  | e                  | r                           |  |
|                    |                     | 19  | e                  | r                           |  |
|                    |                     | 20  | e                  | r                           |  |
|                    |                     | 21  | e                  | r                           |  |
|                    |                     | 22  | e                  | r                           |  |
|                    |                     | 23  | e                  | r                           |  |
|                    |                     | 24  | e                  | r                           |  |
|                    |                     | 25  | e                  | r                           |  |
|                    |                     | 26  | e                  | r                           |  |
|                    |                     | 27  | e                  | r                           |  |
|                    |                     | 28  | e                  | r                           |  |
|                    |                     | 29  | e                  | r                           |  |
|                    |                     | 30  | e                  | r                           |  |
|                    |                     | 31  | e                  | r                           |  |